# Кирил Кръстев (изкуствовед)
Вижте пояснителната страница за други личности с името Кирил Кръстев.
Кирил Василев Кръстев е български критик, изкуствовед и есеист.

## Биография
Роден е на 1 януари 1904 г. в с. Кортенска баня, Новозагорско. Следва философия (1923-25), завършва естествени науки в Софийския университет през 1930 г. Специализира изобразително изкуство в Париж в периода 1938-1939 г.
Работи като гимназиален учител в София, Никопол и Плевен. Редактор на вестниците „Тракиец“ и „Просветно единство“.
В периода 1952-1961 г. работи в Отделението за изкуствознание при БАН. Сътрудничи на вестниците „Тракиец“, „Изток“, „Стрелец“, „Литературен глас“, „Слово“, на списанията „Българска мисъл“, „Философски преглед“, „Златорог“ и др.
Създател и редактор на сп. „Crescendo“ през 1922 г. в Ямбол. Редактор и съредактор през 1940-41 г. на библиотека „Знание“, „Съвременно изкуство“ – през 1946-47, „Научен мироглед“ (1947), „Реалистично четиво“ (1947).
Член е на Съюза на българските писатели (1941-) и на Международната организация на художествените критици (1976-).
Носител е на наградата „Николай Райнов“ на Съюза на българските художници за 1989 г.
Кръстев започва като поет, утвърждава се като есеист, литературен критик и кинокритик, публицист, изкуствовед. Особено ценни са неговите „Спомени за културния живот между двете световни войни“.
Кирил Кръстев умира на 2 септември 1991 г.

## Признание
Неговото име носи Художествената галерия в Ямбол.